# Tory Burch

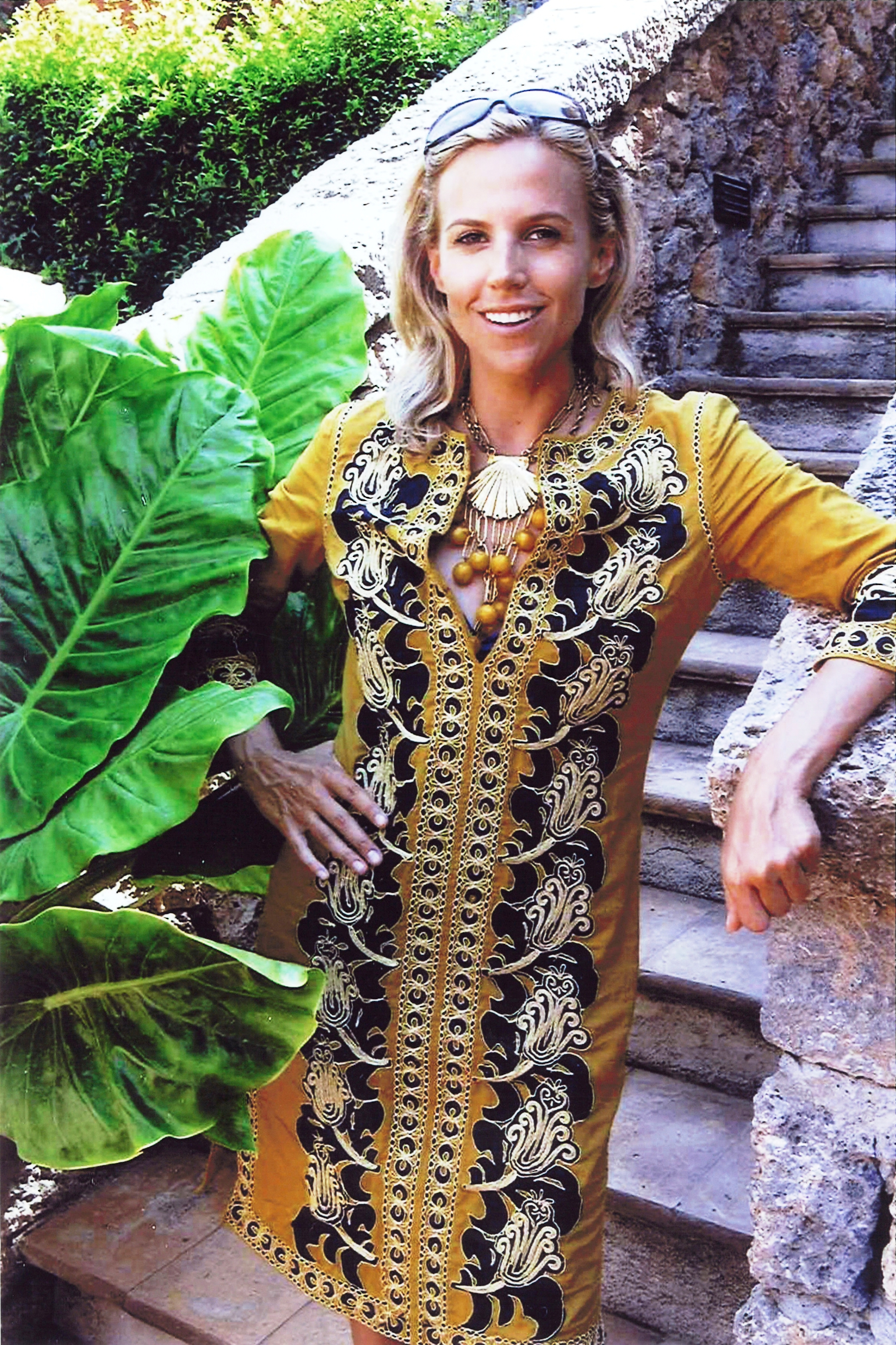
Tory Burch (2010)

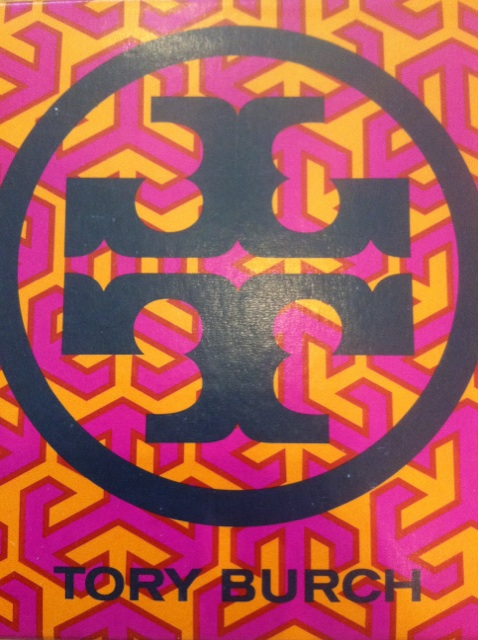
Logo (2012)

Tory Burch (geboren als Tory Robinson 17. Juni 1966 in Valley Forge, Pennsylvania, USA) ist eine US-amerikanische Modeschöpferin und Unternehmerin.

## Leben
Tory Robinson wuchs in der Familie eines Geschäftsmanns und einer Schauspielerin jüdischer Herkunft auf einer Farm in Valley Forge auf. Sie studierte Kunstgeschichte an der University of Pennsylvania, wurde Mitglied der Sorority Kappa Alpha Theta und graduierte 1988. Sie war das zweite Mal von 1996 bis 2006 mit dem Unternehmer Christopher Burch verheiratet, hat drei Kinder und drei Stiefkinder und trägt den Namen ihres zweiten Ehemanns.
Robinson begann ihre Arbeit im Modedesign in New York City, wo sie zunächst u. a. für Harper’s Bazaar, Vera Wang und Polo Ralph Lauren arbeitete. Ihr eigenes Label TRB by Tory Burch schuf sie 2004. Ihre Gesellschaft wuchs auf über 120 Tory-Burch-Läden und je einen Flagshipstore in New York, Los Angeles, London, Rom, Tokio, Seoul und Shanghai, sowie E-Commerce-Seiten in sieben Sprachen. Die Marke ist weltweit in über 3.000 Geschäften vertreten.
Der Finanzdienstleister The Motley Fool schätzte den Umsatz ihres Unternehmens für 2013 auf eine Milliarde Dollar.

## Schriften
- mit Anna Wintour; Nandini D’Souza: Tory Burch in color. New York: Abrams, 2014